# Dactylocladius longipalpis
Dactylocladius longipalpis är en tvåvingeart som beskrevs av Jean-Jacques Kieffer 1917. Dactylocladius longipalpis ingår i släktet Dactylocladius och familjen fjädermyggor.
Artens utbredningsområde är Bolivia. Inga underarter finns listade i Catalogue of Life.